# Artcane
Artcane est un groupe de rock progressif français. Il est composé de Jack Mlynski, guitare et chant, d'Alain Coupel, claviers, synthétiseurs et chant, de Daniel Locci, batterie et piano, et de Stanislas Belloc, guitare basse et chant.

## Historique
Créé en 1973 à Clermont-Ferrand par deux musiciens ayant déjà joué ensemble, le guitariste et chanteur Jack Mlynski et le guitariste, bassiste et chanteur Alain Coupel qui se tourne dès lors vers les synthétiseurs, ils sont rejoints en fin d'année par le pianiste de formation classique et percussionniste, Daniel Locci. Artcane prend sa forme définitive en 1974, avec l'arrivée de Stanislas Belloc, guitariste bassiste et chanteur.
Interprétant ses propres compositions, le groupe commence par se produire dans les maisons de la culture et les centres socio-culturels, développant une musique sombre et torturée, du "Dark Progressive" avant l'heure.
Remarqué par Danièle Gilbert en 1975, Artcane est invité plusieurs fois sur TF1 dans l'émission "Midi Première" pour partager le plateau avec d'autres artistes tels que Dick Annegarn, David Broomberg, Claude-Michel Schönberg, Marie-Paule Belle, Jeanne-Marie Sens, et le chef d'orchestre Bernard Thomas. 
En 1976 Alain Vignes et François Wertheimer, parolier de Barbara(2) et compositeur de musiques de films pour Agnés Varda, produisent leur musique aux studios Clarens et Ferber de Paris. Philips-Phonogram signe Artcane en 1977. Une première pour un groupe auvergnat, et sort en mai l'album "Odyssée". Celui-ci est accompagné d'un 45 tours destiné à la promotion. Odyssée est un disque de musique instrumentale comprenant une pièce majeure "Artcane 1" d'une durée de seize minutes. Seuls deux des titres sont chantés, "Nostalgie" et "Le Chant d'Orphée" où l'interprétation du chant, l'alliance d'arpèges et des claviers, sont canoniques. On retrouve dans ces compositions, souvent classées de "Guts of Darkness", les influences de King Crimson, Moondog et d'Igor Stravinsky, particulièrement sur le titre "Novembre", et sur un riff de guitare de la pièce "25e anniversaire" où la construction rythmique se réfère "aux augures printaniers" du "Sacre du Printemps". Le disque est bien noté de la part des magazines français, Rock & Folk, Rock en Stock, Best, ainsi que par le journal américain Unicorn Times-Washington.
En 1978, FR3 tourne un court métrage intitulé "Artcane au château de Landogne", basé sur la pièce "Le Chant d'Orphée", où le groupe évolue dans un climat de fantasmes et d'angoisses. Réalisé par le journaliste Geoffroy Soutrelle, le court métrage de 20 minutes est un précurseur des clips vidéo actuels.
Dans la foulée, Artcane écrit de nouvelles compositions, s'orientant vers une musique plus expérimentale et chantée. Le matériel est prêt pour un second enregistrement, mais le contrat avec Philips n'est pas reconduit. Sans maison de disques, le groupe continu pourtant à se produire sur scène jusqu'à sa dissolution en 1979. 
En 2018 Musea records réédite l'album "Odyssée" en disque compact, qui est enrichi d'un bonus de quatre titres enregistrés en public. "Réplica records", ressort en 2019 le vinyle original remastérisé. 
En 2020, la Culturethèque de l'Institut français intègre en écoute digitale la musique d'Artcane sur son site web.

## Discographie

### Odyssée, 1977
Édité en mai 1977 par Philips/Phonogram. Cet album est accompagné d'un 45 tours destiné à la promotion.
| No | Titre              | Auteur           | Durée |
| -- | ------------------ | ---------------- | ----- |
| 1. | Odyssée            | Daniel Locci     | 2:27  |
| 2. | Le chant d'Orphée  | Jack Mlynski     | 3:38  |
| 3. | Novembre           | Alain Coupel     | 9:45  |
| 4. | 25ème anniversaire | Jack Mlynski     | 4:45  |
| 5. | Artcane 1          | Daniel Locci     | 16:06 |
| 6. | Nostalgie          | Stanislas Belloc | 4:42  |

### Artcane (single 45 tours), 1977
| No | Titre             | Auteur       | Durée |
| -- | ----------------- | ------------ | ----- |
| 1. | Odyssée           | Daniel Locci | 2:27  |
| 2. | Le chant d'Orphée | Jack Mlynski | 3:38  |

### Odyssée (remastérisé), 2018
En 2018 Musea records réédite l'album "Odyssée" en disque compact, qui est enrichi d'un bonus de quatre titres enregistrés en public. "Réplica records", ressort en 2019 le vinyle original remastérisé. 
| No | Titre              | Auteur           | Durée |
| -- | ------------------ | ---------------- | ----- |
| 1. | Odyssée            | Daniel Locci     | 2:27  |
| 2. | Le chant d'Orphée  | Jack Mlynski     | 3:38  |
| 3. | Novembre           | Alain Coupel     | 9:45  |
| 4. | 25ème anniversaire | Jack Mlynski     | 4:45  |
| 5. | Artcane 1          | Daniel Locci     | 16:06 |
| 6. | Nostalgie          | Stanislas Belloc | 4:42  |

#### Medley live, 1976, 15:34
| No | Titre             | Auteur           | Durée |
| -- | ----------------- | ---------------- | ----- |
| 1. | Le chant d'Orphée | Jack Mlynski     | -     |
| 2. | Nostalgie         | Stanislas Belloc | -     |
| 3. | Élégie            | Alain Coupel     | -     |
| 4. | Odyssée           | Daniel Locci     | -     |

## Musiciens

### En studio
- Daniel Locci - batterie et grand piano.
- Jack Mlynski - guitare électrique, guitare acoustique, pédales d'effets-archet et chant.
- Alain Coupel - synthétiseurs, piano électrique et chant.
- Stanislas Belloc - guitare basse et chant.

### Sur scène
- Daniel Locci - batterie, percussions et piano électrique.
- Jack Mlynski - guitares, pédales d'effets et chant.
- Alain Coupel - synthétiseurs, piano électrique et chant.
- Stanislas Belloc - guitare basse et chant.